# Lucie Blue Tremblay
Pour les articles homonymes, voir Tremblay.
Lucie Blue Tremblay (née en 1958 à Montréal) est une auteure-compositrice-interprète folk canadienne.

## Biographie
Tremblay commence à se produire sur scène dès l'enfance, accompagnant le quintet musical de sa mère en tant que batteuse. Plus tard, elle apprend seule à jouer de la guitare, puis du piano. 
En 1984, elle participe au Festival de la Chanson de Granby et reçoit trois prix : le Prix de l'auteur-compositeur-interprète, le Prix de la presse et le Prix du public. Elle est alors propulsée sur la scène musicale québécoise et exposée à divers médias radiophoniques et télévisés. Elle continue à apparaître à la télévision canadienne et à la radio de CBC pendant les années qui suivent. Sa première apparition aux États-Unis a lieu sur la scène du Michigan Womyn's Music Festival en 1985, chantant en duo avec un l'auteur-compositeur-interprète canadien, Ferron. Son premier album, sorti en 1986 chez Olivia Records, est élu Top Ten Album of the Year par le Boston Globe. 
La « bourse d'études Frank-Tremblay Safe College », a été nommée en l'honneur de Tremblay et du député ouvertement gai Barney Frank par le Bridgewater State College à Bridgewater, Massachusetts. 
De 2005 à 2010, Tremblay travaille en collaboration avec Lavender Visions Productions et P.O.P Productions pour promouvoir l'éducation sur la santé du sein aux États-Unis et au Canada. Après avoir parcouru plus de 92 000 milles dans un autocar tirant la moto du cancer du sein (construite sur Discovery Channel), Tremblay produit un vidéoclip éducatif sur la façon de faire l'auto-examen des seins. 

## Discographie
- Lucie Blue Tremblay (1986)
- Tendresse (1992)
- Transformations (1993)
- I'm Ready (1998)
- Because of You (2001)
- It's Got to Be About Love (2004)
- Changes (The Breast Exam Project 2011)
- When I Was A Puppy (2015)
- Counting My Blessings (2017)

## Voir également
- Women's music